# Laubuka
Laubuka es un género de peces de la familia de los Cyprinidae en el orden de los Cypriniformes.

## Especies
Las especies de este género son:
- Laubuka brahmaputraensis Kulabtong, Suksri & Nonpayom, 2012
- Laubuka caeruleostigmata H. M. Smith, 1931
- Laubuka dadiburjori Menon, 1952
- Laubuka fasciata (Silas, 1958)
- Laubuka insularis Pethiyagoda, Kottelat, Anjana Silva, Maduwage & Meegaskumbura, 2008
- Laubuka lankensis (Deraniyagala, 1960)
- Laubuka laubuca (F. Hamilton, 1822)
- Laubuka ruhuna Pethiyagoda, Kottelat, Anjana Silva, Maduwage & Meegaskumbura, 2008
- Laubuka siamensis Fowler, 1939
- Laubuka varuna Pethiyagoda, Kottelat, Anjana Silva, Maduwage & Meegaskumbura, 2008